# Iglesia de Santa María (Muro de Roda)

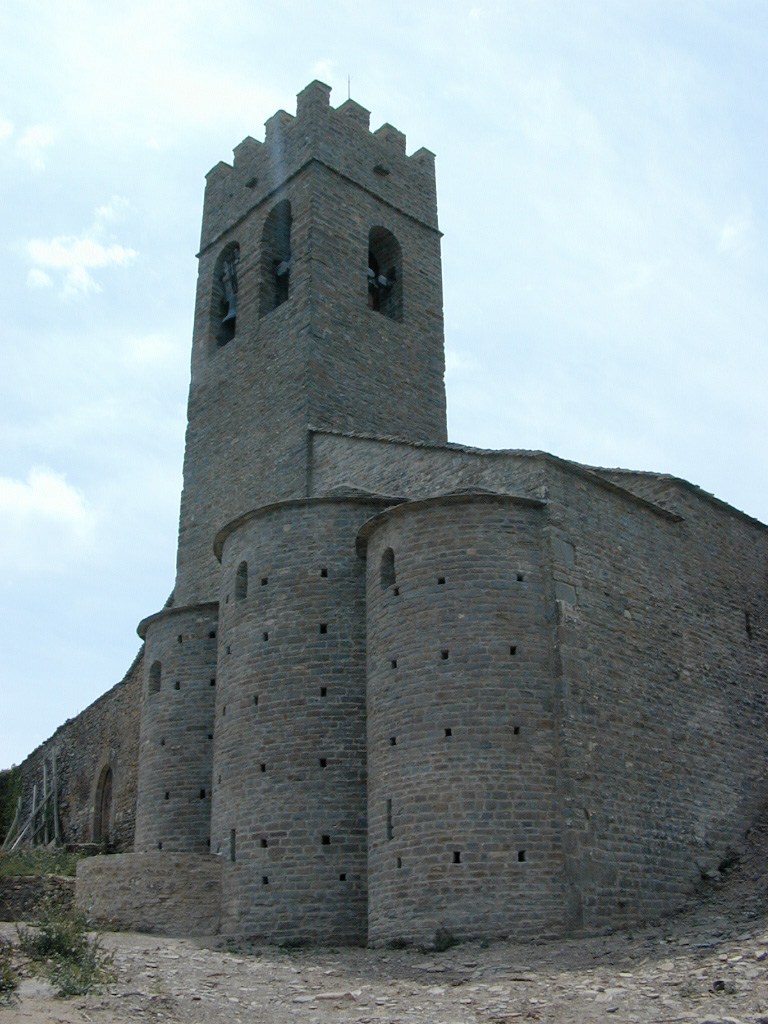
Iglesia de Sta. María de la Asunción de Muro de Roda, Huesca.

La iglesia de Santa María de la Asunción (o iglesia de la Asunción) es una construicción religiosa que se encuentra en el despoblado de Muro de Roda, perteneciente al valle y municipio de La Fueva (Huesca), en la comarca de Sobrarbe, Aragón.
Al igual que la ermita de Santa Bárbara y el recinto amurallado, ha sido declarada Bien de Interés Cultural (BIC), por la Diputación General de Aragón.

## Historia
Su construcción original data del siglo XII aunque registra construcciones de posteriores correspondientes a los siglos XVI, XVII y XVIII (torre, pórtico, capillas laterales y decoración pictórica).
Entre los años 1997 y 2000 se realizaron diversos trabajos de conservación y restauración.
Actualmente está visitable al público.

## Descripción[1]
La iglesia de Santa María se encuentra situada al norte del conjunto fortificado de Muro de Roda, cerrando por este lado el recinto. A los pies de la iglesia de halla la abadía y al sur el cementerio.
Se trata de un edificio construido en sillarejo de planta rectangular. Posse una única nave de grandes dimensiones y tres ábsides en la cabecera, unidos estos entre sí y estando abierto a la nave únicamente el central. Posee bóveda de cañón en la nave y de cuarto de espera en los ábsides.

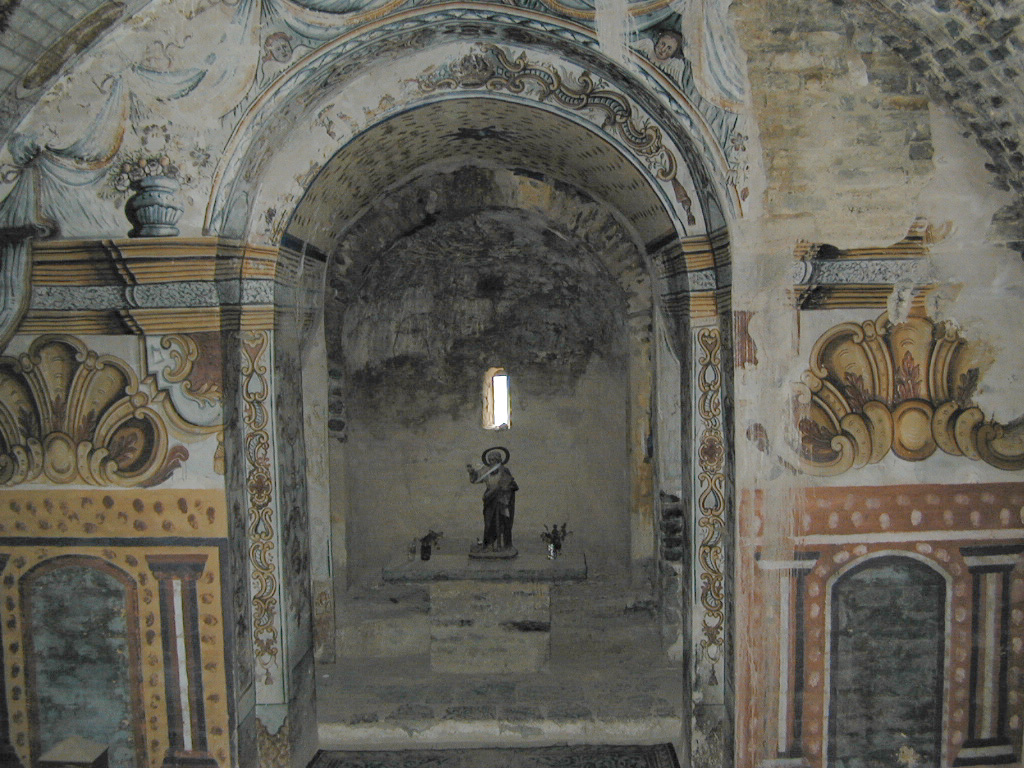
Ábside central.

El presbiterio está construido sobre una cripta que consta igualmente de tres ábsides y esta cubierta con bóveda de cañón. La nave presenta dos capillas a los lados y un coro de madera a los pies, así como una sacristía a la que se accede desde el presbiterio sur.
La decoración pictórica corresponde al siglo XVIII mostrando motivos similares a otras iglesias de Sobrarbe: Sagrado Corazón, Eucaristía, escenas de la pasión de Cristo y motivos vegetales y rocallas.
La torre, levantada desde el presbiterio sur desde donde se accede, está construida en sillarejo con refuerzo de sillar en los vértices. Es de planta rectangular y posee un solo cuerpo.